# غابرييلا فلوريس
غابرييلا فلوريس (بالإسبانية: Gabriela Flores)‏ هي ممثلة أرجنتينية، ولدت في 1901.

## وصلات خارجية
- غابرييلا فلوريس على موقع IMDb (الإنجليزية)
- غابرييلا فلوريس على موقع قاعدة بيانات الفيلم (الإنجليزية)